# Solenopsis gnomula
Solenopsis gnomula é uma espécie de formiga do gênero Solenopsis, pertencente à subfamília Myrmicinae.